# Karanglincak
Karanglincak is een bestuurslaag in het regentschap Rembang van de provincie Midden-Java, Indonesië. Karanglincak telt 2681 inwoners (volkstelling 2010).